# Lê Quảng Độ
Lê Quảng Độ (黎廣度, ? – 1517) là quan đại thần nhà Lê sơ, trải qua bốn triều các vua Lê Hiến Tông, Lê Túc Tông, Lê Uy Mục và Lê Tương Dực, làm đến chức Thái sư, tước Thiệu Quốc Công. Sau bị tội theo khởi nghĩa của Trần Cảo, bị vua Lê Chiêu Tông xử tử hình vào năm 1517.